# Ashland County, Wisconsin
 Ashland County är ett administrativt område i den nordligaste delen av delstaten Wisconsin, USA beläget vid Lake Superior. Den administrativa huvudorten (county seat) är Ashland.

## Geografi
Enligt United States Census Bureau har countyt en total area på 5 941 km². 2 703 km² av den arean är land och 3 237 km² är vatten.

### Angränsande countyn
- Iron County - öst
- Price County - sydost
- Sawyer County - sydväst
- Bayfield County - nordväst
- Lake County, Minnesota - nordväst
- Cook County, Minnesota - nord
- Ontonagon County, Michigan - nordost
- Gogebic County, Michigan - nordost

### Större orter
- Ashland med 8 600 invånare